# FC Rousset SVO
El FC Rousset SVO es un equipo de fútbol de Francia que juega en el Championnat National 2, la cuarta división nacional.

## Historia
Fue fundado en el año 1971 en la comuna de Rousset, a 45 kilómetros de Marsella y cuenta con más de 450 miembros. Tiene secciones en fútbol femenil, atletismo, culturismo, bádminton, voleibol y krav magá que cuentan con más de 350 miembros.
En la temporada 2024/25 el club ganó el grupo L del Championnat National 3 y logró en ascenso al Championnat National 2 por primera vez.